# Arkhane Asylum Publishing
Arkhane Asylum Publishing est un éditeur de jeux de rôle français,, basé à Nice (Provence-Alpes-Côte d’Azur).

## Historique
Les éditions Arkhane Asylum Publishing sont spécialisées dans l'édition de jeux de rôle en français. Elles sont créées en 2012 par Mathieu Saintout, l'ancien directeur de publication des éditions La Bibliothèque Interdite qui publiait des romans dans les univers de Warhammer et Warhammer 40,000 sous licence Black Library (groupe Games Workshop). Cette maison d'édition publie un important catalogue de jeux sous licence ainsi que des créations françaises. 
Le 3 novembre 2023, la maison d'édition annonce sur sa page Facebook avoir réalisé la plus importante levée de fonds lors d'un financement participatif en France concernant un jeu de rôle, avec Avatar Légendes — la traduction française de Avatar Legends de	Magpie Games (en), le jeu tiré des licences d′Avatar, le dernier maître de l'air et de La Légende de Korra —, en récoltant 430 002,56 € sur un objectif de 40 000 € fixé le 5 octobre 2023.
En janvier 2024, elle annonce de nombreux projets en français pour l'année, dont les jeux de rôle Assassin's Creed, The Walking Dead Universe, Blade Runner et Dragonbane.

## Catalogue de  Jeux de Rôle

### Jeux publiés
- Alien
- Assassin's Creed (à paraître)
- Avatar Légendes (à paraître)
- Blade Runner (à paraître)
- Changelin: le Songe (édition 20e anniversaire)
- Colostle
- Cyberpunk Red
- Dishonored
- Dragonbane (à paraître)
- Dune : Aventures dans l'Imperium
- L’Empire des cerisiers
- Fallout
- Forbidden Lands
- GODS
- Historia
- Humblewood (à paraître)
- Hunter : le Jugement
- Kult
- Loup-Garou : l’Apocalypse
- Mage : l’Ascension
- Maléfices
- Metro 2033
- Mutant Year Zero, GenLab Alpha, Mechatron (dans le même univers)
- Sang & Honneur
- Star Trek Adventures
- Tales from the Loop
- Things from the flood
- The Troubleshooters, les Risque-Tout
- Vampire : l’Âge des Ténèbres
- Vampire : la Mascarade
- The Walking Dead Universe  (à paraître)
- The Witcher